# Escorpain
Escorpain ist eine französische Gemeinde mit 234 Einwohnern (Stand: 1. Januar 2022) im Département Eure-et-Loir in der Region Centre-Val de Loire; sie gehört zum Arrondissement Dreux und zum Kanton Saint-Lubin-des-Joncherets. 

## Geographie
Escorpain liegt etwa 38 Kilometer nordnordwestlich von Chartres. Umgeben wird Escorpain von den Nachbargemeinden Saint-Rémy-sur-Avre im Norden und Nordosten, Boissy-en-Drouais im Osten, Châtaincourt im Südosten und Süden, Laons im Süden und Westen sowie Saint-Lubin-des-Joncherets im Nordwesten.

## Bevölkerungsentwicklung
| Jahr                       | 1962 | 1968 | 1975 | 1982 | 1990 | 1999 | 2006 | 2020 |
| Einwohner                  | 181  | 159  | 133  | 136  | 175  | 225  | 255  | 245  |
| Quellen: Cassini und INSEE |      |      |      |      |      |      |      |      |

## Sehenswürdigkeiten
- Kirche Saint-Germain
- Schloss Escorpain, seit 2002 Monument historique

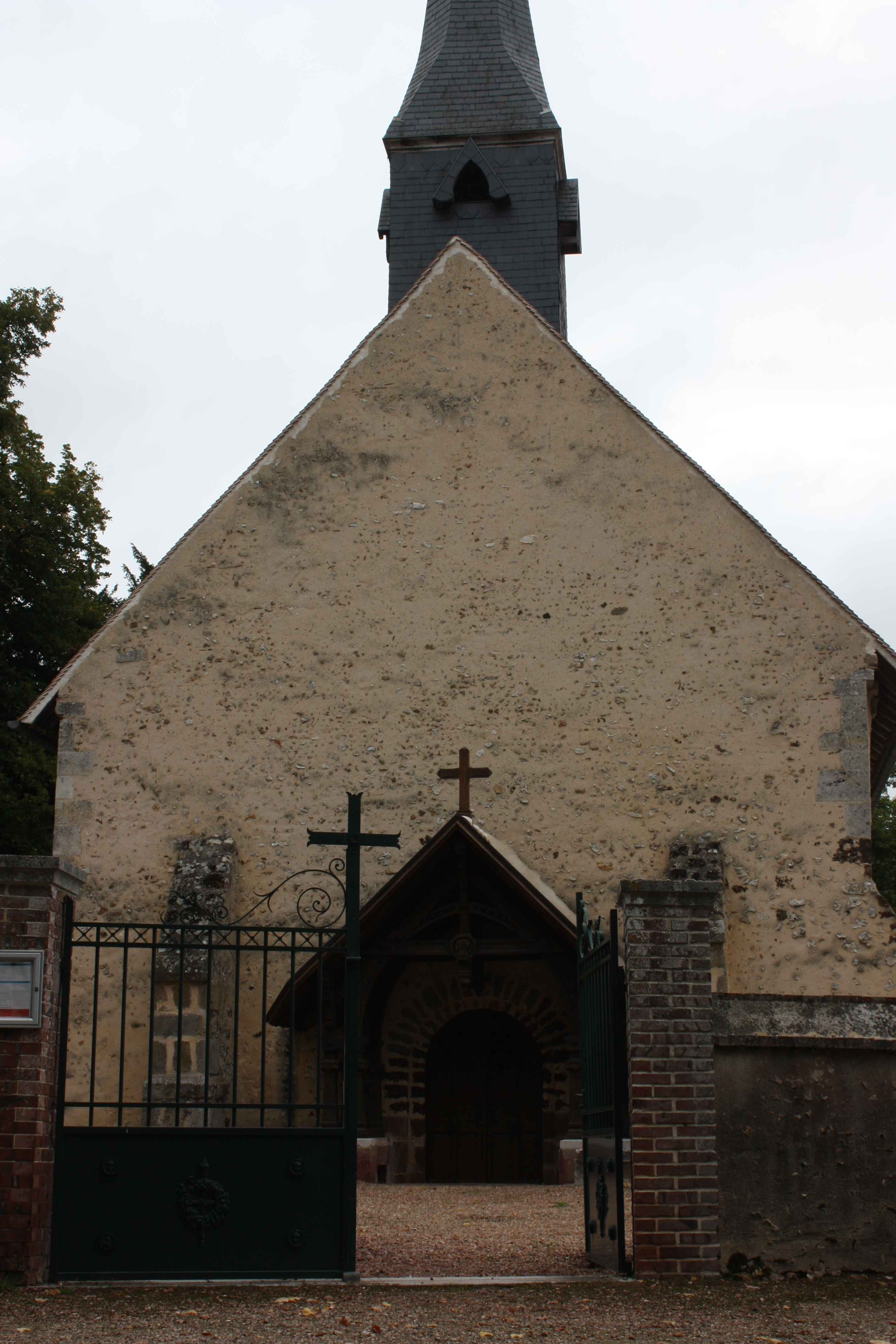
Kirche Saint-Germain
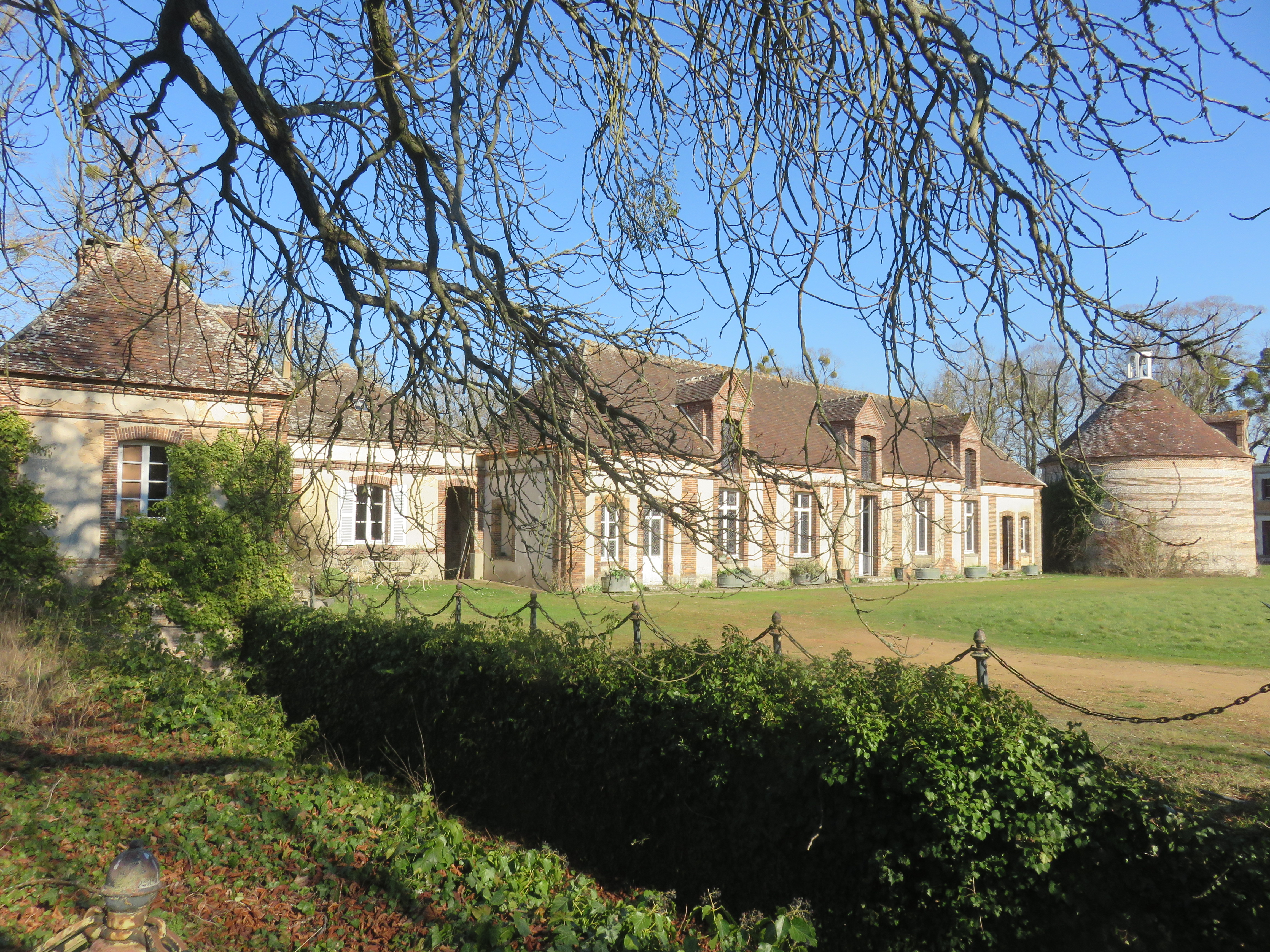
Schloss Escorpain